# Todesmarschdenkmal Dolle

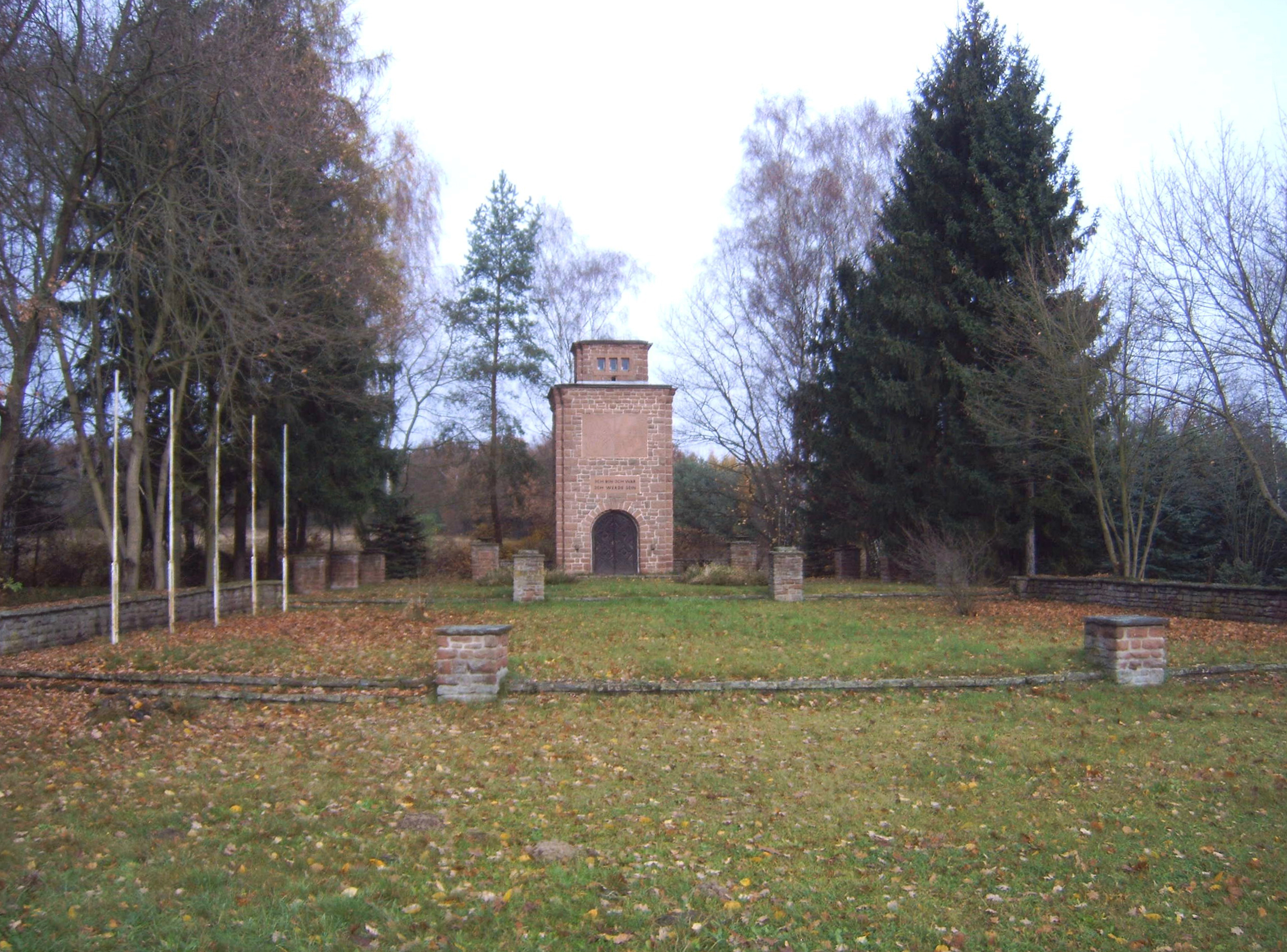
Todesmarschdenkmal Dolle

Das Todesmarschdenkmal Dolle ist eine Gedenk- und Grabstätte im Dorf Dolle im Landkreis Börde in Sachsen-Anhalt. Es befindet sich am nördlichen Dorfrand unmittelbar an der Bundesstraße 189 in Richtung Stendal. Bis 2017 hieß der Ort Mahn- und Gedenkstätte für die Opfer des faschistischen Terrors.
An diesem Gedenk- und Begräbnisort sind die sterblichen Überreste von 66 unbekannten Häftlingen aus dem Konzentrationslager Mittelbau-Dora beigesetzt, die auf einem Todesmarsch im April 1945 ermordet wurden. Auf dem Gelände wurde am 9. September 1951 das vom Architekten Rudolf Reichel entworfene Mahnmal errichtet.
Südlich der Anlage befindet sich ein Vorplatz, von dem man über Stufen zu einem direkt vor einem Turm befindlichen Aufmarschplatz gelangt. Dieser Platz ist von Pfeilern eingerahmt. Jeder Pfeiler trägt als Inschrift den Namen eines KZ. Zu beiden Seiten des Turms stehen Hauptpfeiler, die mit Schalen aus Naturstein für ein ewiges Feuer ausgestattet sind.
Zentrales Objekt des Mahnmals ist ein viereckiger Turm. Der aus rotem Nordgermerslebener Bruch- und Sandstein erbaute Turm trägt die Inschrift: Ich bin, ich war, ich werde sein!. Darüber befindet sich ein Sandsteinrelief, welches in symbolischer Form das Leiden der KZ-Häftlinge in Ketten und ihre Befreiung darstellt.
Das Turminnere beherbergt ebenerdig eine kleine einfache Gedenkhalle. In der Mitte befindet sich eine symbolische Opferschale mit der Inschrift: Den Toten zur Ehre. Den hier Ruhenden zum Gedenken. Den Lebenden zur Mahnung. Zudem sind an den Innenwänden zwei kleine Flammenschalen und eine Inschrift dem Andenken an die Ermordeten gewidmet.
Die Gemeinde Burgstall pflegt das Gelände des Todesmarschdenkmals. Seit 2017 gehört es offiziell zur Stiftung Gedenkstätten Sachsen-Anhalt. Innerhalb der Stiftung ist das Denkmal der Gedenkstätte Feldscheune Isenschnibbe Gardelegen als Außenstelle zugeordnet. Die dortige Dauerausstellung und ihr begleitender Katalog widmen sich auch seiner Geschichte.